# Museum Eckernförde
Das Museum Eckernförde versteht sich gemeinsam mit dem Stadtarchiv als (kultur-)historisches Gedächtnis der Stadt Eckernförde. Das Museum befindet sich in städtischer Trägerschaft und ist im Alten Rathaus untergebracht. Der Museumsverein Eckernförde e. V. leistet personelle und finanzielle Unterstützung.

## Aufbau
Die Schausammlung des Museums zeigt die Geschichte der Stadt und ihre kulturellen, historischen und wirtschaftlichen Besonderheiten. Präsentiert werden zum Beispiel Ergebnisse der archäologisch-historischen Stadtforschung und Veränderungen des Stadtbildes. Die Abteilung „Badeleben einst und jetzt“ zeigt die bedeutsame Geschichte der Stadt Eckernförde als Ostseebad.
Seit 2012 ist in den Räumen des Museums eine historische Modellbahnanlage des „Treffs Eckernförder Eisenbahnfreunde“ zu sehen. Die Anlage zeigt unter anderem die lokalen Bahnhöfe Staatsbahnhof und Kreisbahnhof sowie deren Umgebung zu Zeiten des Jahres 1951, als die Eckernförder Kreisbahnen noch fuhren und der Hafen noch Gleisanschluss hatte.
Das Museum beheimatet die Archive der Maler Carl Bössenroth und Max Streckenbach sowie die Elektrosammlung Immo Wesnigks.

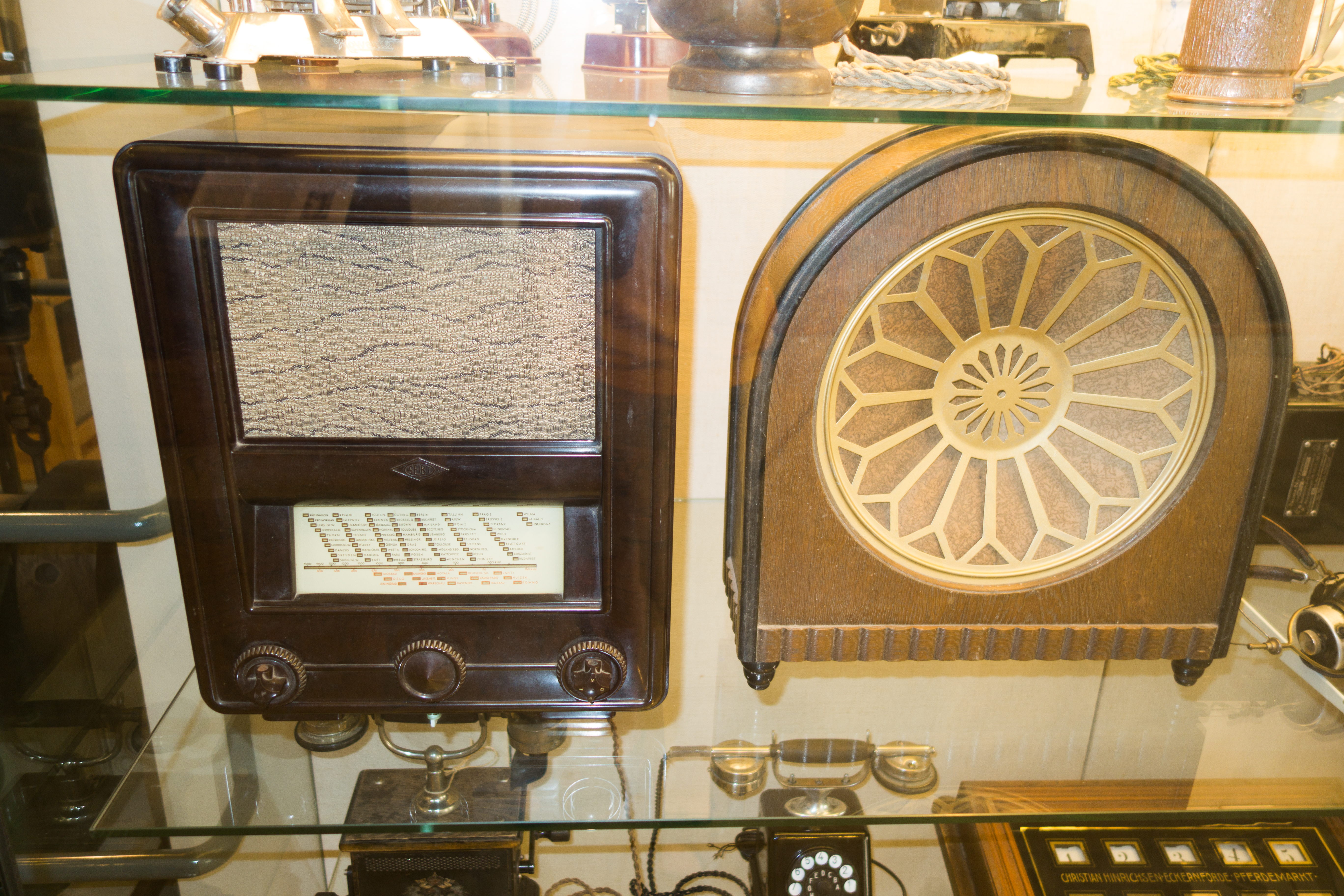
Alte Radios
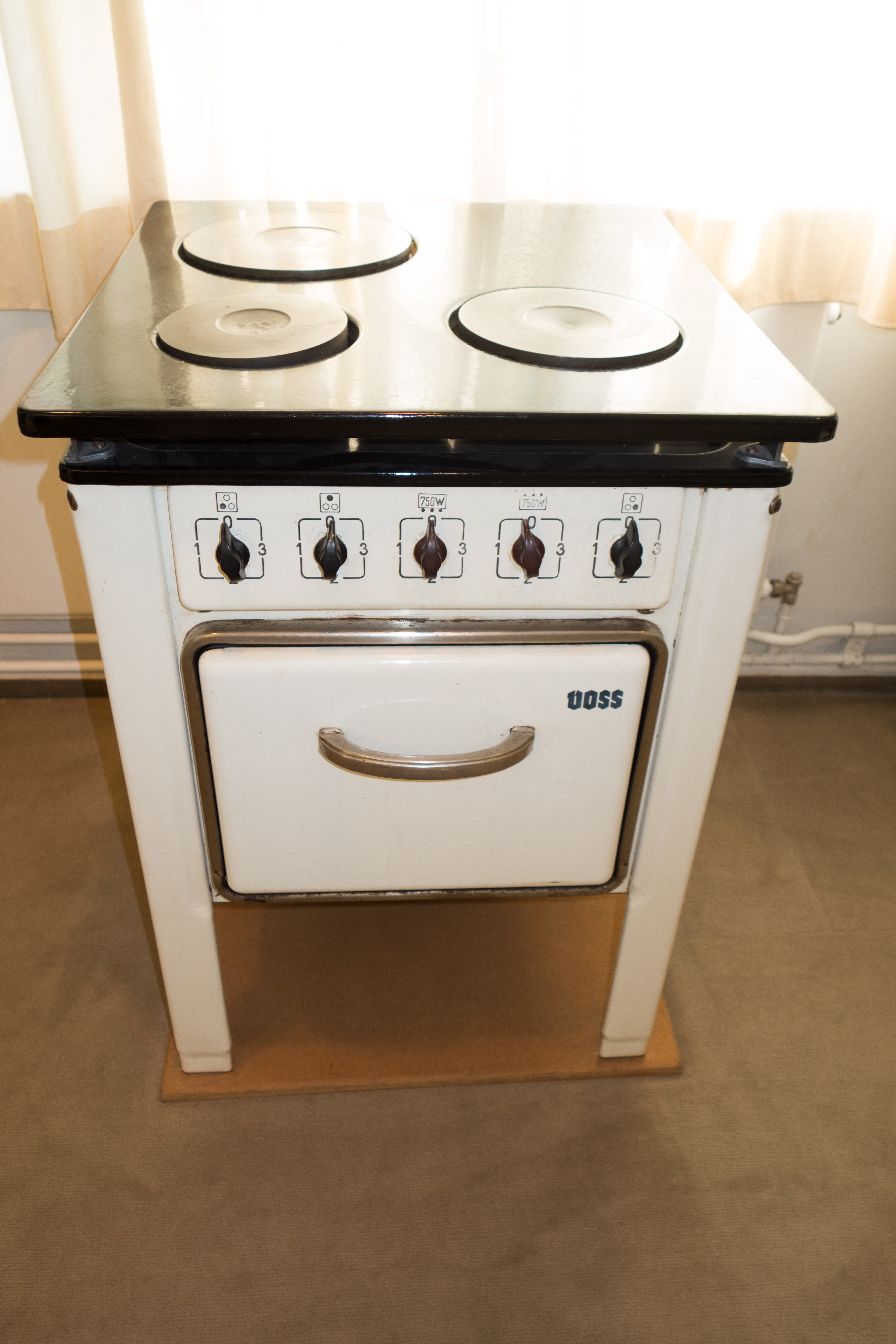
Alter Elektroherd der Firma Voss
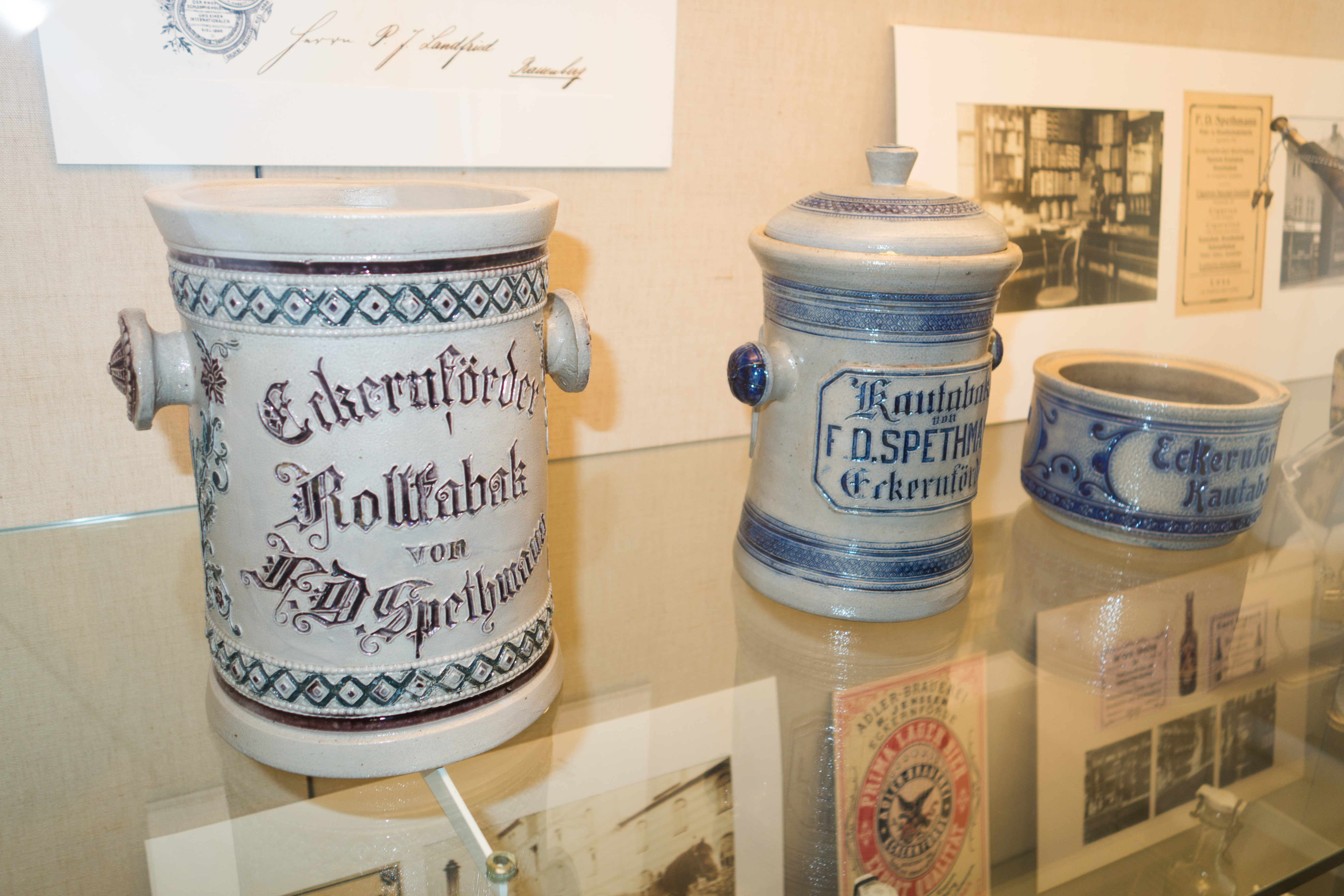
Aus der Eckernförder Tabakfabrikgeschichte: alte Gefäße
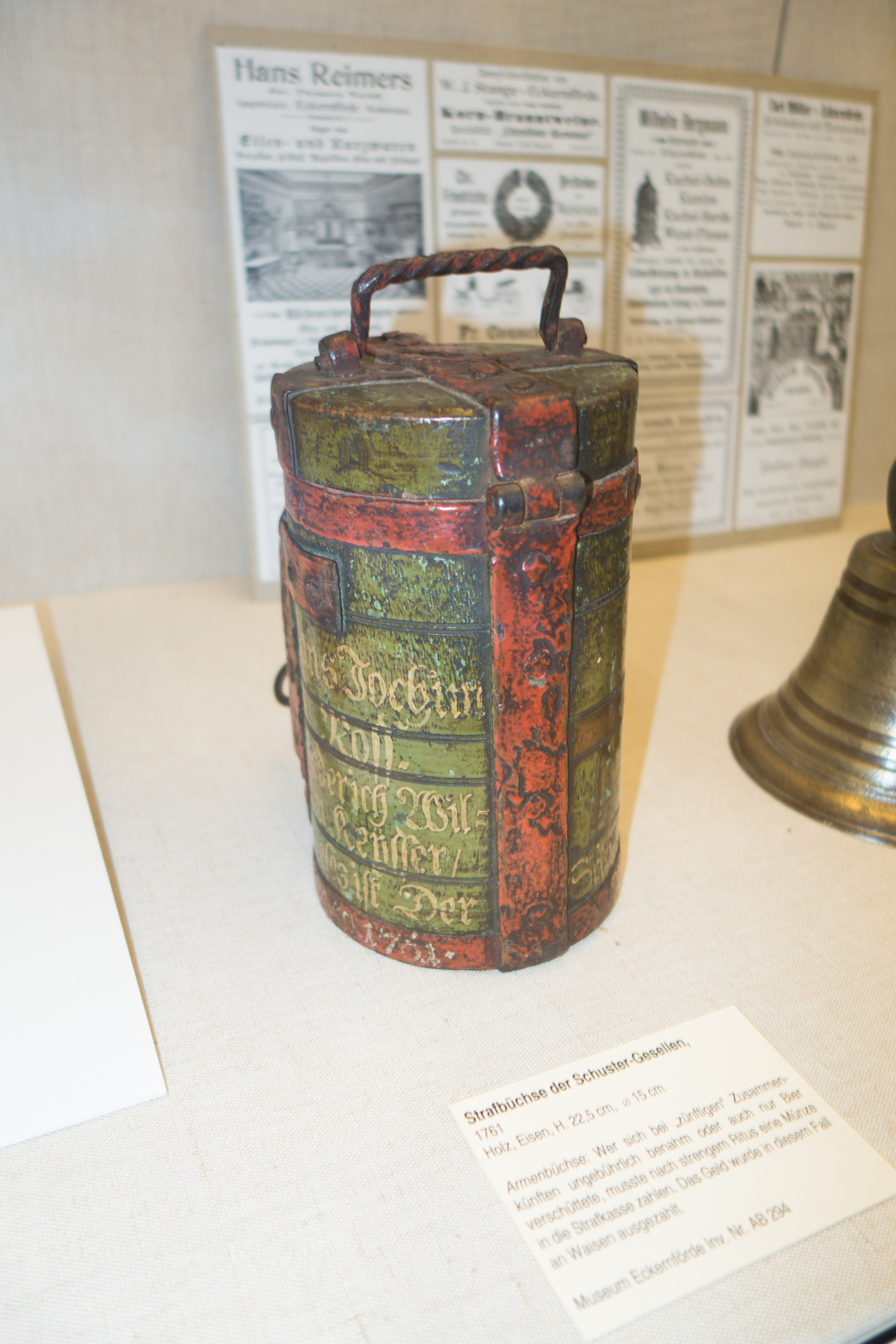
Strafbüchse der Schuster-Gesellen, 1761
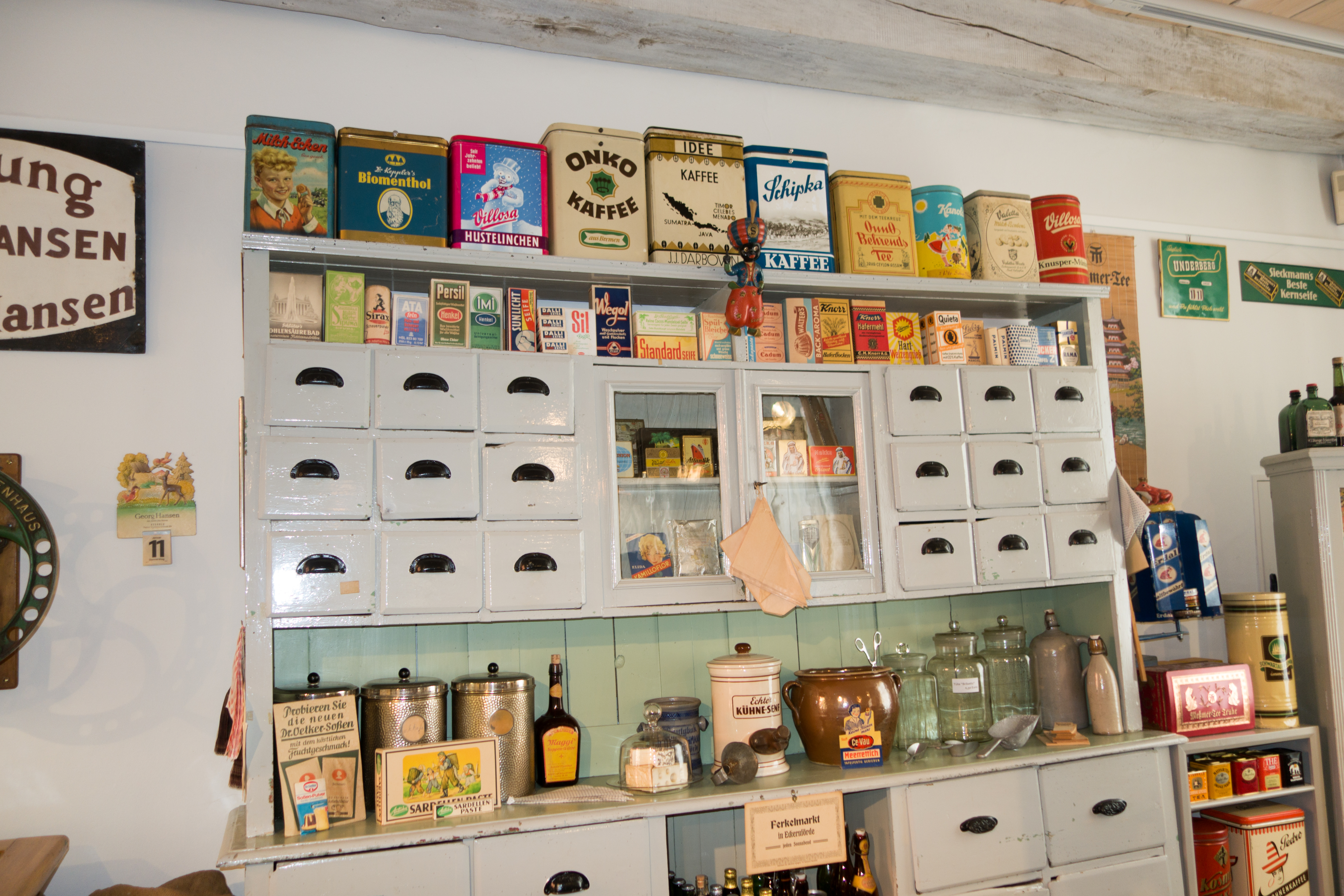
Inneneinrichtung eines alten Kaufmannsladen (Hansen)
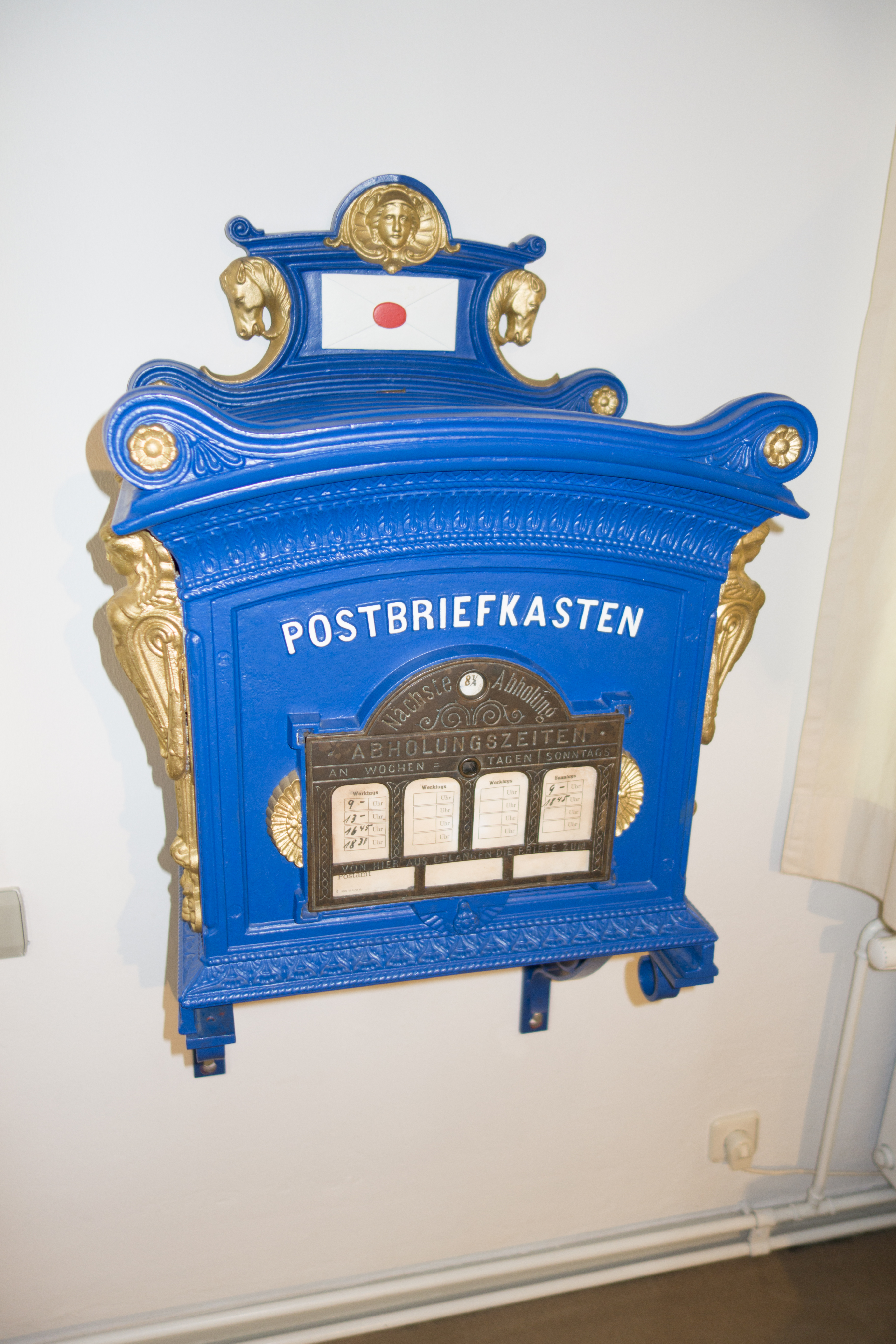
Alter Postbriefkasten
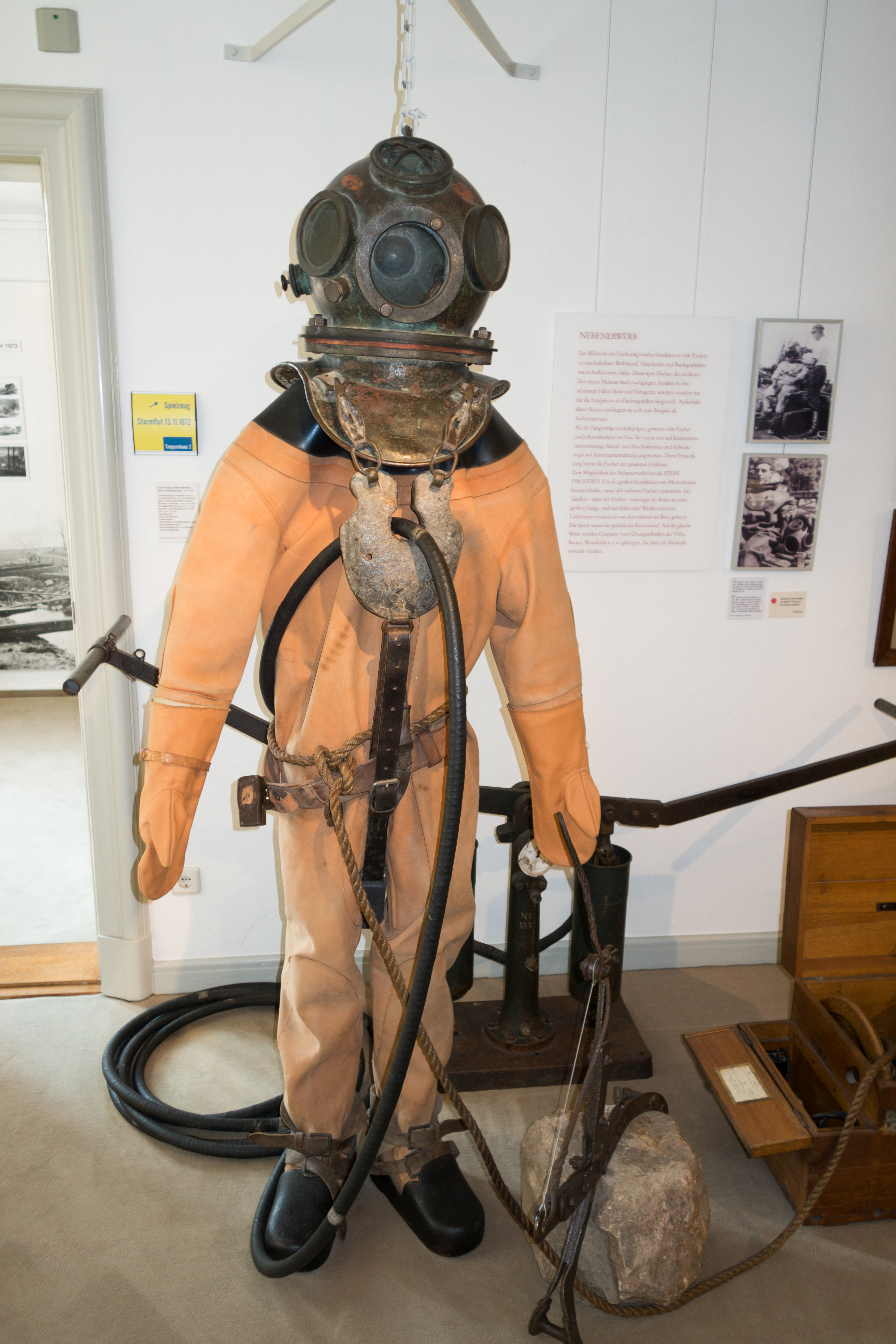
Alter Steinfischer-Tauchanzug
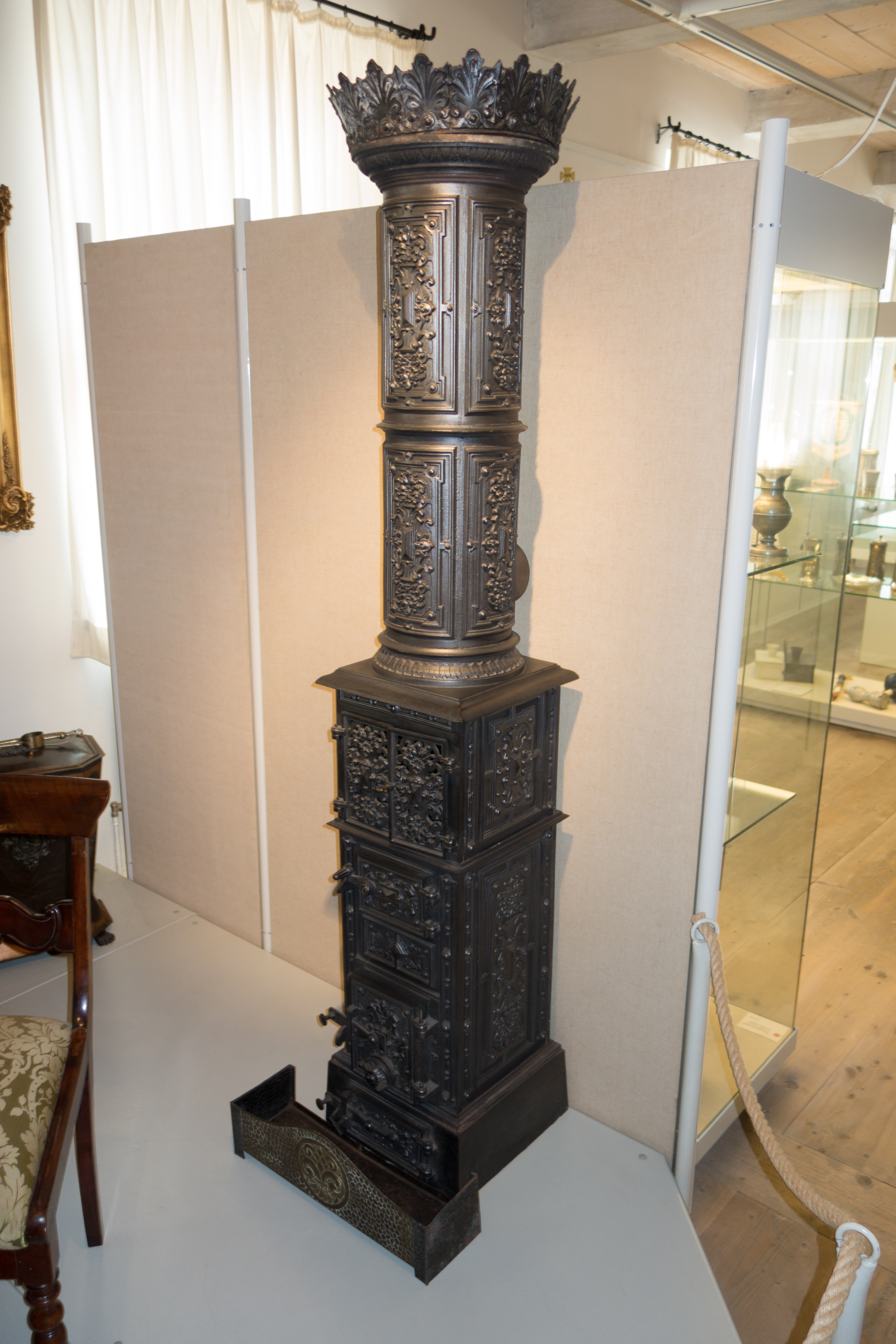
Alter Ofen
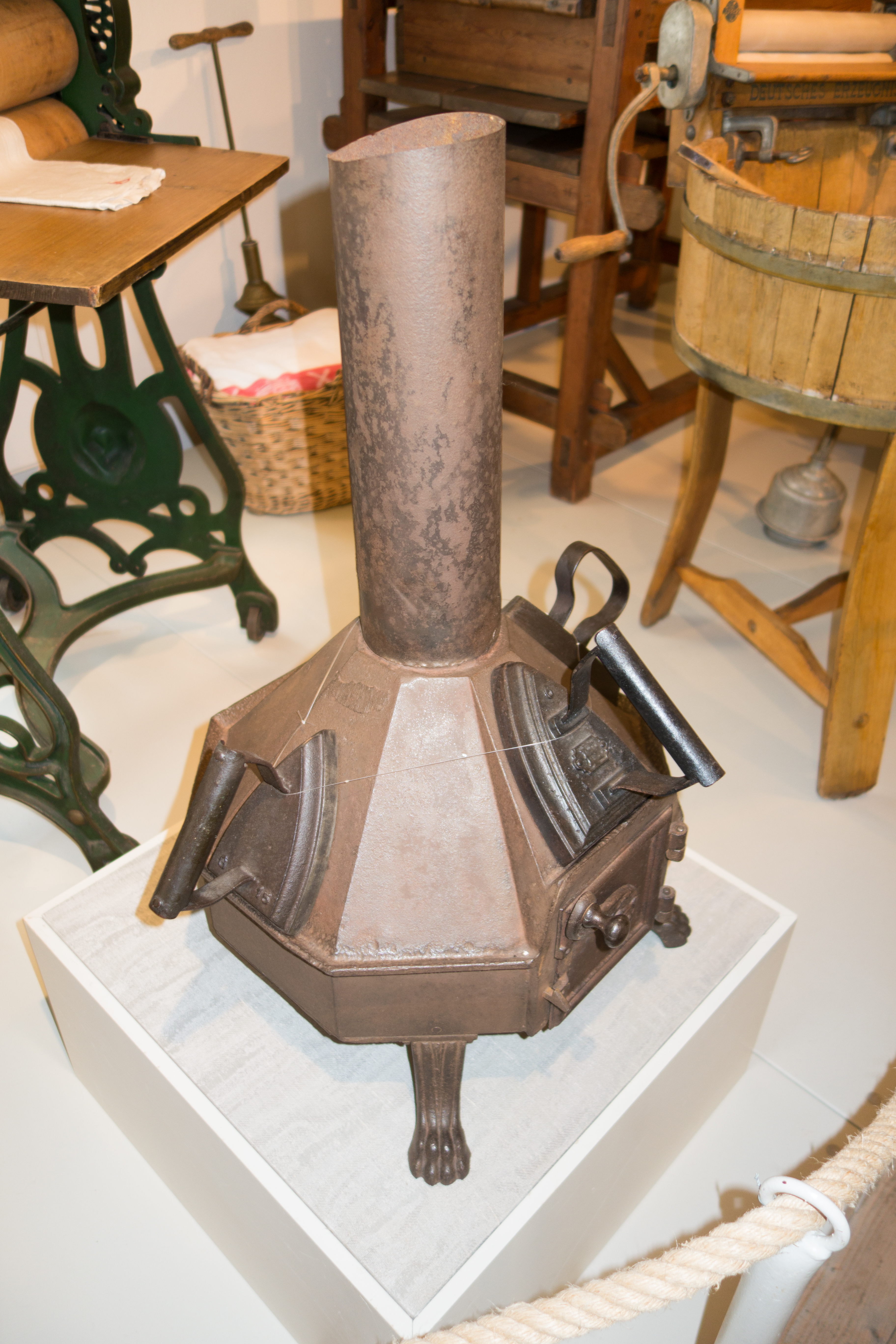
Alter Bügeleisenaufheizer
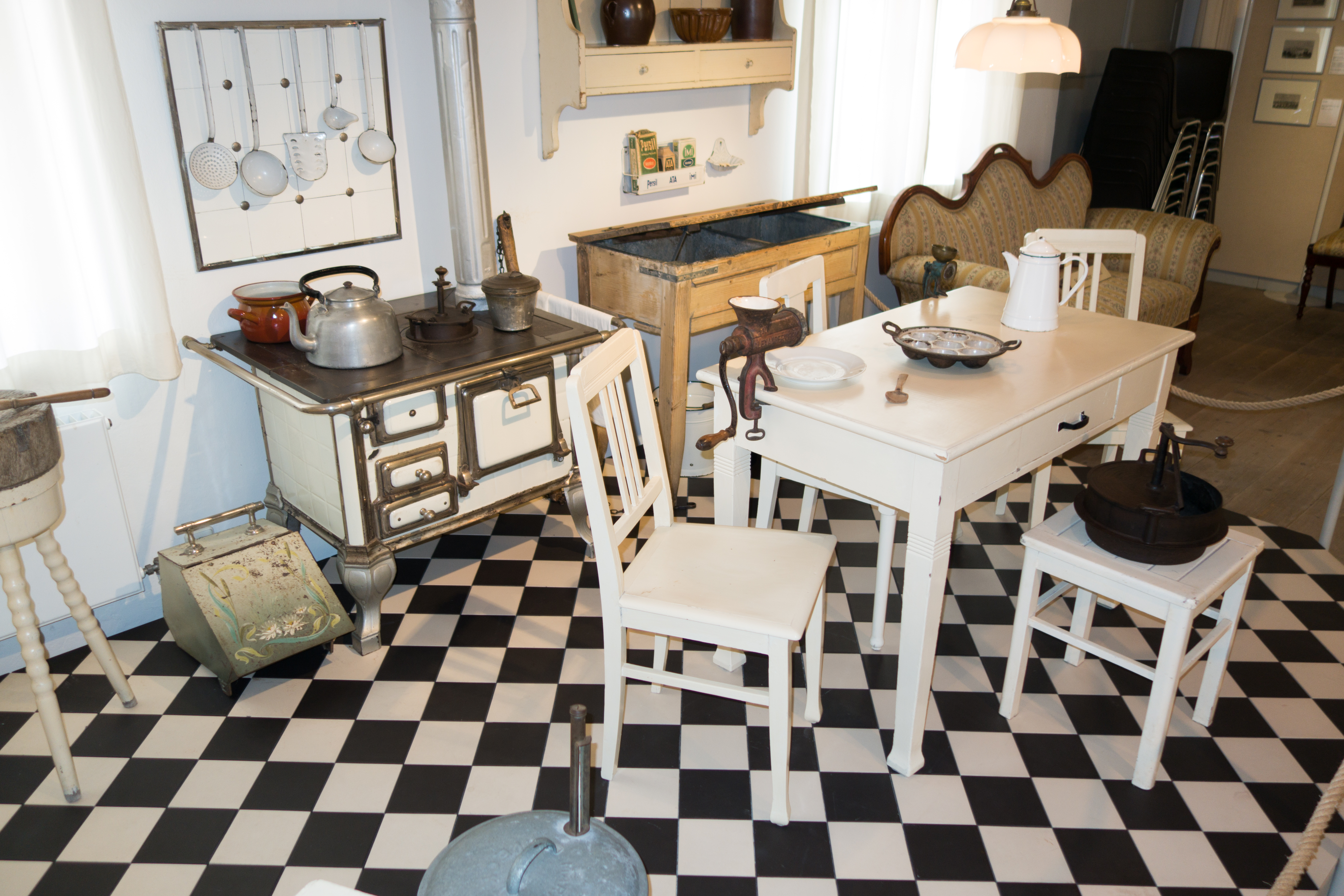
Alte Kücheneinrichtung mit Kohleherd

## Geschichte
Das Museum Eckernförde wurde 1975 als Heimatmuseum Eckernförde gegründet und verfügte zunächst bis zum Umzug in das Alte Rathaus über Ausstellungsräume in der ehemaligen Willers-Jessen-Schule.
Zuvor schon gab es Ausstellungen zur Eckernförder Stadtgeschichte, bestückt unter anderem mit Materialien aus dem Eckernförder Stadtarchiv. Die wohl erste fand vom 15. August 1954 bis 5. September 1954 in der Aula der Bauschule Eckernförde statt; 3000 Besucher wurden gezählt.  Organisiert wurde die Ausstellung vom Schulrektor und Stadtarchivar Hans Jessen, der später auch erster Museumsleiter wurde.
Früheste Bestrebungen zur Einrichtung eines Eckernförder Museums sind aus den Jahren 1906 (Vorschlag zur Einrichtung eines Museumsraumes in der späteren Jungmannschule), 1909, 1911, 1916 (Zurverfügungstellung eigener Sammlung der St. Johannis-Loge zur Ykernburg für ein einzurichtendes Museum) und 1918 (Gründung eines Vereines zur Sammlung von Ausstellungsobjekten für ein Heimatmuseum) bekannt. In den 1930er Jahren folgten Vorschläge zur teilweisen Nutzung der Clausen'schen Villa (1932; heute: Das Haus), zur Nutzung der Höheren Mädchenschule (1937; heute: Stadtarchiv) oder des Hauses Schärff am Rathausmarkt (1937) als Museumsstandort. 1960 bot der Kaufmann Sieck den ihm gehörenden 1723 erbauten Otte'schen Kornspeicher in der Langebrückstraße kostenlos zur Nutzung als Museumsgebäude an; dennoch scheiterte dieses Vorhaben aus Kostengründen.
Seit 1987 befindet sich das Museum Eckernförde im ehemaligen Rathaus der Stadt. Einzelne Ausstellungen des Museums wie vor allem die Vergessen und verdrängt-Ausstellung zur Zeit des Nationalsozialismus waren außerhalb des alten Rathausgebäudes untergebracht.

## Museumsleiter
- Hans Jessen 1975–1991
- Uwe Beitz 1991–2016
- Dorothee Bieske seit 2016

## Altes Rathaus Eckernförde

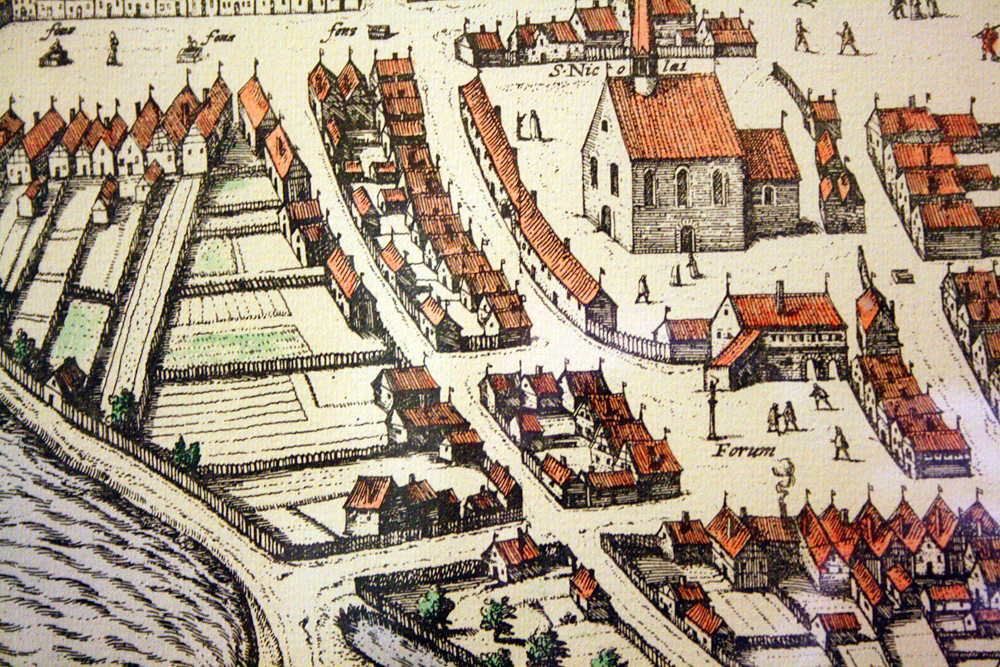
Kupferstich von Braun/Hogenberg, Eckernförde: Ausschnitt mit Rathaus, Rathausmarkt, St. Nicolaikirche, St. Nicolaistraße – Ende 16. Jahrhundert

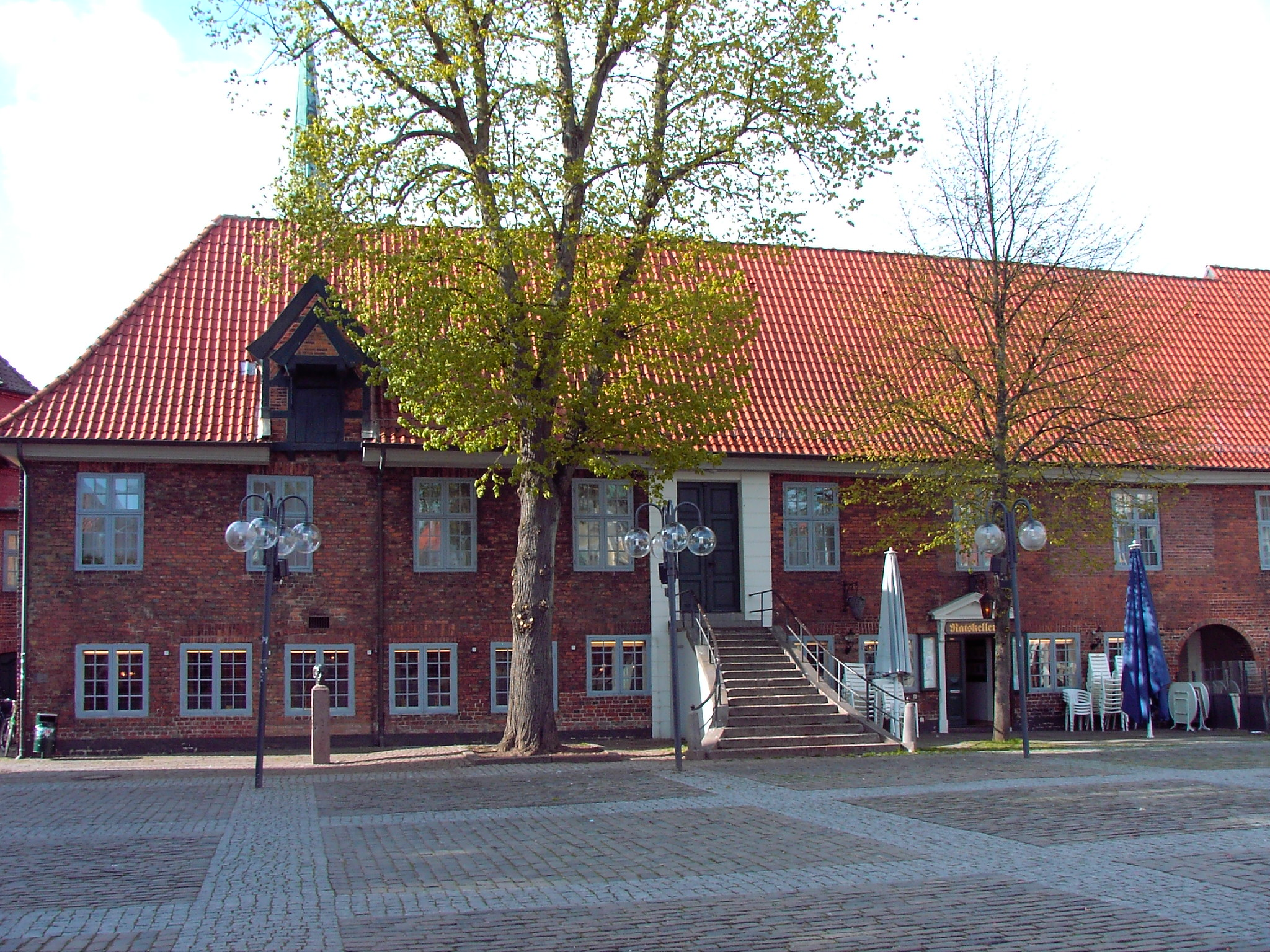
Das Alte Rathaus Eckernfördes 2005

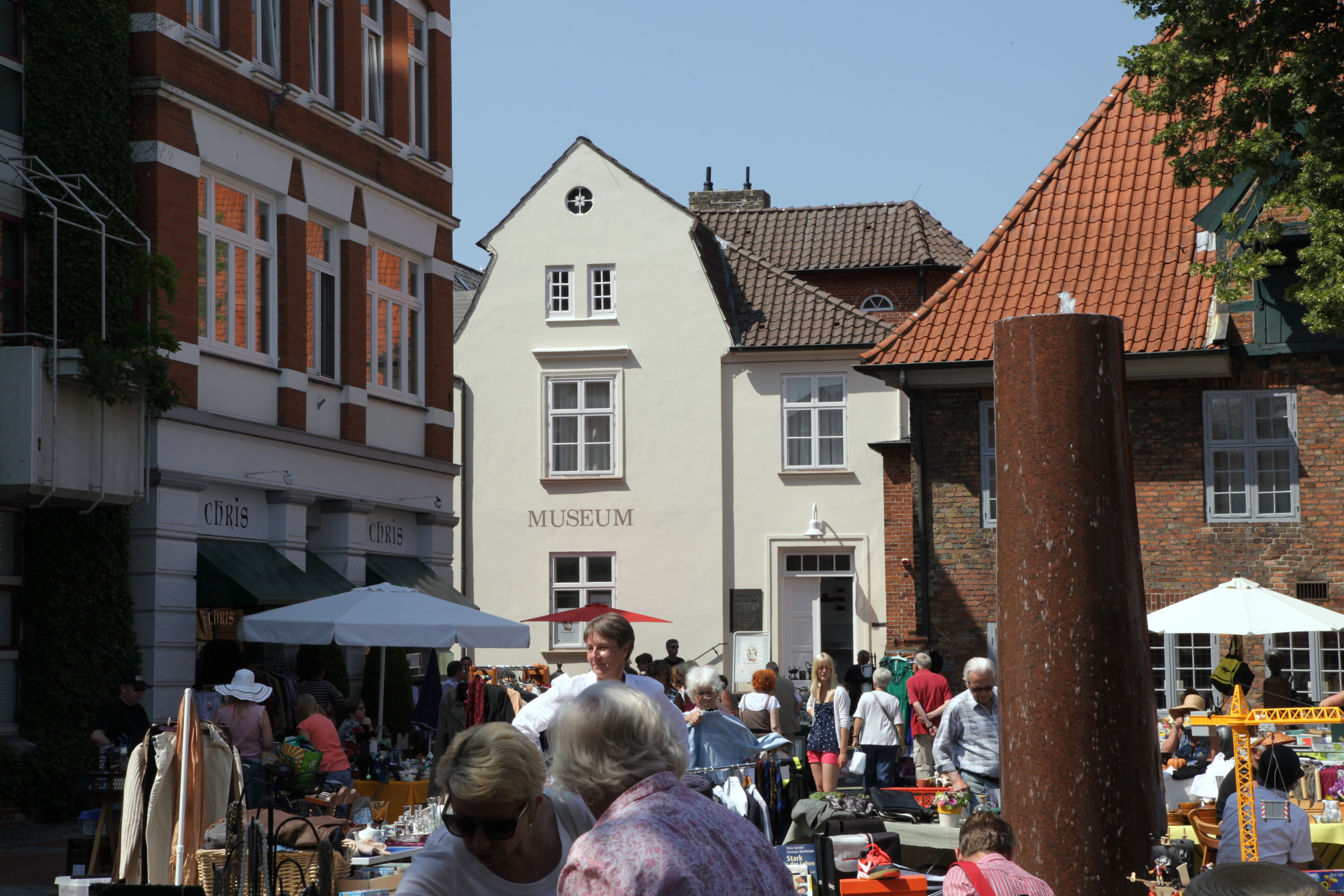
Das alte Stadtbauamt links vom Hauptgebäude des Alten Rathauses 2013

Das Alte Rathaus, in dem heute das Museum Eckernförde untergebracht ist, gilt als bedeutendster Profanbau der Stadt und ist ein im „Verzeichnis der eingetragenen Kulturdenkmale des Landes Schleswig-Holstein (außer Lübeck)“ eingetragenes Kulturdenkmal.
Das Gebäude ist gleichzeitig Exponat des Museums – aus diesem Anlass wurde u. a. der alte Bürgersaal des Rathauses wieder in seine ursprüngliche Größe von 210 Quadratmetern bei 29 Metern Länge zurückversetzt.
Das ursprüngliche Fachwerkhaus wurde in der Mitte des 15. Jahrhunderts entweder als Rathaus oder als Zeughaus errichtet. Bei der ersten Erweiterung um 1560 entstand der doppelbogige Durchgang zwischen Rathausmarkt und Kirchplatz. 1588 wurde der 29 Meter lange Bürgersaal im Obergeschoss ausgebaut. Er diente früher unter anderem als Versammlungssaal für die Ratsversammlung, für den Allmannsthing der Bürger, für die Gilden und Zünfte, für Gerichtsverfahren, für Hochzeitsveranstaltungen. Vermutlich in den Jahren 1760 bis 1763 wurde das Rathaus bis an die Kurzebrückstraße (jetzt Kieler Straße) heran erweitert. Die Freitreppe entstand 1836/37 nach dem Entwurf des Eckernförder Senators und Kunstmalers Hans Friedrich Baasch.
Mindestens seit dem 18. Jahrhundert befindet sich im Erdgeschoss ein Ratsweinkeller. Der Maler Asmus Carstens hat dort etwa 1770 eine Lehre als Küfer oder als Weinhändler begonnen. Heute befindet sich an der Stelle die Gaststätte „Ratskeller“.

## Sonderausstellungen (Auswahl)
- 29. April – 5. August 2018: Die Künstlerkolonie Nidden – Landschaft voll Licht und Farbe – mit Unterstützung des Ostpreußischen Landesmuseums Lüneburg[14]
- 10. Februar bis 14. April 2019: In anderen Schuhen – Korrespondenzen zu Bob Dylan[15]
- 28. April – 14. Juli 2019: Heide, Moor und Birken – Otto Modersohn und die Worpsweder[16]
- 28. Juli – 22. September 2019: Mariazo – Anthropozän – PlastikMeerMüllCollagen[17]
- 13. Oktober 2019 – 5. Januar 2019: THONET – Möbel, die Geschichte schreiben[18]
- Fotoausstellung Bienen – Die Bestäuber der Welt[19]
- 2024: Outdoor-Ausstellung der Gesellschaft für Naturfotografie: Naturfotografie im Wandel der Zeit
- 2024: Landschaft und Licht. Meisterwerke der Jürgen und Maria Elisabeth Rasmus Stiftung
- 2024/25: Solvin Zankl – Wunder der Tiefsee